# Plataneros de Corozal 2023
Questa voce raccoglie le informazioni riguardanti i Plataneros de Corozal nelle competizioni ufficiali della stagione 2023.

## Stagione
I Plataneros de Corozal partecipano al loro quarantaseiesimo campionato di Liga de Voleibol Superior Masculino: si classificano al settimo posto in regular season, mancando la qualificazione ai play-off scudetto.

## Organigramma societario
Area direttiva
- Presidente: Eliud Ortiz, Héctor Reyes

Area tecnica
- Primo allenatore: Rubén Valdez, Juan Lacén

## Rosa
| N° | Nome                | Ruolo | Data di nascita  | Nazionalità sportiva |
| -- | ------------------- | ----- | ---------------- | -------------------- |
| 1  | Rafael Cruz         | S     | 7 novembre 1997  | Porto Rico           |
| 1  | Nicholas West       | C     | 9 ottobre 1991   | Stati Uniti          |
| 2  | Edwin Rosado        | S     | 29 maggio 1990   | Porto Rico           |
| 3  | Gianvictor Pérez    | S     | 17 dicembre 1999 | Porto Rico           |
| 4  | Guillermo Moya      | C     | -                | Porto Rico           |
| 6  | Xavier Vega         | L     | -                | Porto Rico           |
| 7  | Nesty Solivan       | O     | 11 dicembre 1996 | Porto Rico           |
| 8  | Julio Mercedes      | C     | 19 aprile 1997   | Porto Rico           |
| 9  | Esteban Soto        | S     | -                | Porto Rico           |
| 11 | Ramón Matos         | S     | 12 maggio 1999   | Porto Rico           |
| 13 | Christian Hernández | P     | 7 giugno 2000    | Porto Rico           |
| 14 | Manuel Hernández    | S     | -                | Porto Rico           |
| 16 | Kelvin Marrero      | P     | -                | Porto Rico           |
| 16 | Juan Rosa           | L     | 11 agosto 1993   | Porto Rico           |
| 17 | Ever Cancel         | C     | 24 gennaio 2001  | Porto Rico           |
| 22 | Víctor Cosme        | L     | 8 novembre 1989  | Porto Rico           |
| 22 | Ángel Rodríguez     | P     | -                | Porto Rico           |
| 41 | Arnaldo Torres      | O     | 14 aprile 1999   | Porto Rico           |

## Mercato
| Acquisti                               | Acquisti            | Acquisti                 | Acquisti   |
| R.                                     | Nome                | da                       | Modalità   |
| -------------------------------------- | ------------------- | ------------------------ | ---------- |
| C                                      | Ever Cancel         | Jamestown                | definitivo |
| S                                      | Rafael Cruz         | LA Blaze                 | definitivo |
| P                                      | Christian Hernández | Interamericana PR        | definitivo |
| S                                      | Ramón Matos         | Chicago Untouchables     | definitivo |
| C                                      | Julio Mercedes      | Puerto Rico Pythons      | definitivo |
| C                                      | Guillermo Moya      | ?                        | definitivo |
| S                                      | Gianvictor Pérez    | Puerto Rico Pythons      | definitivo |
| S                                      | Edwin Rosado        | ?                        | definitivo |
| O                                      | Esteban Soto        | -                        | definitivo |
| O                                      | Arnaldo Torres      | Puerto Rico Pythons      | definitivo |
| L                                      | Xavier Vega         | Caribes de San Sebastián | definitivo |
| Trasferimenti nel corso della stagione |                     |                          |            |
| L                                      | Víctor Cosme        | -                        | definitivo |
| P                                      | Ángel Rodríguez     | -                        | definitivo |
| L                                      | Juan Rosa           | Gigantes de Adjuntas     | definitivo |
| C                                      | Nicholas West       | OC Stunners              | definitivo |

| Cessioni                               | Cessioni              | Cessioni                 | Cessioni   |
| R.                                     | Nome                  | a                        | Modalità   |
| -------------------------------------- | --------------------- | ------------------------ | ---------- |
| C                                      | Alexis Colón          | -                        | ritirato   |
| L                                      | Víctor Cosme          | -                        | svincolato |
| O                                      | Ezequiel Cruz         | Caribes de San Sebastián | definitivo |
| P                                      | Edgardo Goás          | Mets de Guaynabo         | definitivo |
| S                                      | Víctor González       | -                        | ritirato   |
| C                                      | Jonathan King         | -                        | ritirato   |
| O                                      | Ulises Maldonado      | Changos de Naranjito     | definitivo |
| C                                      | Daniel Martínez       | -                        | ritirato   |
| C                                      | David Menéndez        | Mets de Guaynabo         | definitivo |
| S                                      | Alexander Robles      | -                        | ritirato   |
| P                                      | Juan Carlos Rodríguez | -                        | ritirato   |
| L                                      | Yaviel Rolón          | -                        | ritirato   |
| Trasferimenti nel corso della stagione |                       |                          |            |
| L                                      | Víctor Cosme          | Cafeteros de Yauco       | definitivo |
| S                                      | Rafael Cruz           | -                        | svincolato |
| P                                      | Kelvin Marrero        | -                        | svincolato |

## Risultati

### LVSM

#### Regular season
| 1ª giornata - 12 agosto 2023 Coliseo Gelito Ortega, Naranjito             | Changos de Naranjito     | 3 - 0 | Plataneros de Corozal    | 25-16, 25-16, 25-22               |
| 2ª giornata - 16 agosto 2023 Palacio de Recreación y Deportes, Mayagüez   | Indios de Mayagüez       | 3 - 1 | Plataneros de Corozal    | 21-25, 25-16, 25-21, 25-21        |
| 3ª giornata - 18 agosto 2023 Coliseo Carmen Zoraida Figueroa, Corozal     | Plataneros de Corozal    | 0 - 3 | Cafeteros de Yauco       | 16-25, 24-26, 18-25               |
| 4ª giornata - 26 agosto 2023 Coliseo Luis Aymat Cardona, San Sebastián    | Caribes de San Sebastián | 3 - 0 | Plataneros de Corozal    | 25-18, 25-14, 25-19               |
| 5ª giornata - 30 agosto 2023 Coliseo Carmen Zoraida Figueroa, Corozal     | Plataneros de Corozal    | 1 - 3 | Mets de Guaynabo         | 18-25, 22-25, 25-23, 22-25        |
| 6ª giornata - 9 settembre 2023 Coliseo Mario Morales, Guaynabo            | Mets de Guaynabo         | 3 - 0 | Plataneros de Corozal    | 26-24, 25-15, 25-14               |
| 7ª giornata - 10 settembre 2023 Coliseo Carmen Zoraida Figueroa, Corozal  | Plataneros de Corozal    | 1 - 3 | Indios de Mayagüez       | 21-25, 25-15, 24-26, 21-25        |
| 8ª giornata - 17 settembre 2023 Coliseo Carmen Zoraida Figueroa, Corozal  | Plataneros de Corozal    | 2 - 3 | Caribes de San Sebastián | 21-25, 20-25, 25-19, 27-25, 9-15  |
| 9ª giornata - 24 settembre 2023 Coliseo Raúl "Pipote" Oliveras, Yauco     | Cafeteros de Yauco       | 2 - 3 | Plataneros de Corozal    | 25-16, 23-25, 25-19, 21-25, 12-15 |
| 10ª giornata - 29 settembre 2023 Coliseo Rafael Llull Pérez, Adjuntas     | Gigantes de Adjuntas     | 3 - 1 | Plataneros de Corozal    | 25-20, 25-14, 23-25, 25-21        |
| 11ª giornata - 1º ottobre 2023 Palacio de Recreación y Deportes, Mayagüez | Indios de Mayagüez       | 3 - 2 | Plataneros de Corozal    | 19-25, 25-18, 18-25, 25-14, 15-13 |
| 12ª giornata - 5 ottobre 2023 Coliseo Rafael Llull Pérez, Adjuntas        | Gigantes de Adjuntas     | 3 - 0 | Plataneros de Corozal    | 25-15, 31-29, 25-22               |
| 13ª giornata - 8 ottobre 2023 Coliseo Carmen Zoraida Figueroa, Corozal    | Plataneros de Corozal    | 0 - 3 | Changos de Naranjito     | 15-25, 23-25, 22-25               |
| 14ª giornata - 11 ottobre 2023 Coliseo Mario Morales, Guaynabo            | Mets de Guaynabo         | 3 - 1 | Plataneros de Corozal    | 25-21, 25-23, 21-25, 25-15        |
| 15ª giornata - 19 ottobre 2023 Coliseo Carmen Zoraida Figueroa, Corozal   | Plataneros de Corozal    | 0 - 3 | Changos de Naranjito     | 21-25, 18-25, 15-25               |
| 16ª giornata - 21 ottobre 2023 Coliseo Carmen Zoraida Figueroa, Corozal   | Plataneros de Corozal    | 1 - 3 | Caribes de San Sebastián | 19-25, 25-27, 25-17, 21-25        |
| 17ª giornata - 25 ottobre 2023 Coliseo Carmen Zoraida Figueroa, Corozal   | Plataneros de Corozal    | 3 - 0 | Cafeteros de Yauco       | 25-21, 27-25, 25-20               |
| 18ª giornata - 27 ottobre 2023 Coliseo Carmen Zoraida Figueroa, Corozal   | Plataneros de Corozal    | 3 - 1 | Gigantes de Adjuntas     | 26-24, 25-19, 27-29, 25-23        |

## Statistiche

### Statistiche di squadra
| Competizione | Punti | In casa | In casa | In casa | In trasferta | In trasferta | In trasferta | Totale | Totale | Totale |
| Competizione | Punti | G       | V       | P       | G            | V            | P            | G      | V      | P      |
| ------------ | ----- | ------- | ------- | ------- | ------------ | ------------ | ------------ | ------ | ------ | ------ |
| LVSM         | 10    | 9       | 2       | 7       | 9            | 1            | 8            | 18     | 3      | 15     |
| Totale       | -     | 9       | 2       | 7       | 9            | 1            | 8            | 18     | 3      | 15     |

G = partite giocate; V = partite vinte; P = partite perse

### Statistiche dei giocatori
Dati non disponibili.